# Выборы главы Республики Марий Эл (2022)
Выборы главы Республики Марий Эл 2022 года состоялись 11 сентября.

## Предшествующие события
10 мая 2022 глава Республики Марий Эл Александр Евстифеев попросил президента России Владимира Путина принять отставку со своей должности в связи с истечением срока полномочий. Руководитель государства данную просьбу удовлетворил. В тот же день Владимир Путин своим указом назначил председателя правительства Калмыкии Юрия Зайцева врио главы Республики Марий Эл.

## Ход выборов
Центральная избирательная комиссия Марий Эл приняла документы о выдвижении от кандидатов на должность главы Республики от пяти претендентов. Врио главы региона Юрий Зайцев выдвинулся в порядке самовыдвижения, как и Василий Арисов, врач-терапевт Помарской амбулатории. «Российская партия пенсионеров за социальную справедливость» выдвинула Валентину Злобину; ЛДПР — Антона Мирбадалева, «Справедливая Россия — Патриоты — За правду» — Наталию Глущенко. В итоге, ЦИК Марий Эл зарегистрировала четырёх кандидатов на выборы главы Республики Марий Эл. Самовыдвиженец Василий Арисов лишился статуса кандидата из-за непредоставления в отведенный срок необходимых документов для регистрации.

## Результаты выборов
Явка на выборах главы Республики Марий Эл 2022 года составила 31,99 %. Победу на них одержал Юрий Зайцев, которого поддержало 82,44 %. Второе место завоевал Антон Мирбадалев с результатом 7,9 %. Третье — Наталия Глущенко, набравшая 5,76 %. Четвертое — Валентина Злобина, за которую проголосовало 2,28 % избирателей.
| Место | Место | Кандидат          | Голосов | %     |
| ----- | ----- | ----------------- | ------- | ----- |
|       | 1.    | Юрий Зайцев       | 141 666 | 82,44 |
|       | 2.    | Антон Мирбадалев  | 13 567  | 7,90  |
|       | 3.    | Наталия Глущенко  | 9905    | 5,76  |
|       | 4.    | Валентина Злобина | 3910    | 2,28  |